# Wolfgang Schutzbar genannt Milchling (Fürstabt)
Wolfgang Schutzbar genannt Milchling (* um 1530 in Treis an der Lumda; † 30. November 1567 in Fulda) war von 1558 bis zu seinem Tod 1567 Fürstabt der Reichsabtei Fulda.

## Familie
Wolfgang war ein Spross des zum hessischen Uradel zählenden Geschlechts der Schutzbar genannt Milchling und wurde um 1530 in der Burg Treis geboren. Sein Vater war Hartmann Schutzbar genannt Milchling († 1560), der als sechster und jüngster Sohn des Crafft Schutzbar genannt Milchling die Burg Treis geerbt hatte.

## Leben
Der junge Wolfgang, dritter Sohn seiner Eltern und damit ohne Aussicht auf ein bedeutendes Erbe, immatrikulierte sich im Jahre 1544 an der 1527 als evangelische Landesuniversität gegründeten Universität Marburg, ging aber 1547 an die zum katholischen Kurmainz gehörige Universität Erfurt, wechselte in dieser Zeit zum katholischen Bekenntnis und trat um 1550 in den Deutschen Orden ein, dessen Hochmeister seit 1544 sein Onkel (und wohl auch Taufpate) Wolfgang Schutzbar genannt Milchling war. Er wurde wohl schon sehr bald Komtur einer Kommende in der Ballei Franken.
Als der Fuldaer Fürstabt Wolfgang Dietrich von Eusigheim im Verlauf des Fürstenaufstands von 1552 gegen Kaiser Karl V. und des darauf folgenden Zweiten Markgrafenkriegs das Hochstift Fulda schweren Drangsalien, Erpressungen und Räubereien ausgesetzt sah und er sogar seine Gefangennahme zwecks Lösegelderpressung befürchten musste, floh er nach Frankfurt am Main. Von dort bat er Kaiser Karl V. um die Erlaubnis zum Einsetzen eines Koadjutors in Fulda. 1557 erhielt er die Erlaubnis und bestellte, mit einstimmiger Zustimmung des fünfköpfigen Stiftskapitels Wolfgang Schutzbar genannt Milchling zu seinem Koadjutor mit dem Recht der Nachfolge. Um in Fulda, einer Benediktinerabtei, Koadjutor werden zu können, musste Wolfgang aus dem Deutschen Orden aus- und in den Benediktinerorden eintreten. Dieser Wechsel erfolgte am 13. Oktober 1557, nach dem Erhalt der notwendigen Genehmigung von Papst Paul IV. Am 9. April 1558 empfing der neue Koadjutor in Würzburg die Priesterweihe; alle übrigen Weihen hatte er wenige Wochen zuvor erhalten.
Bereits knapp drei Wochen später, am 29. April 1558, starb Abt Wolfgang Dietrich von Eusigheim in Frankfurt, und Wolfgang Schutzbar genannt Milchling wurde am 3. Mai 1558 zum neuen Abt gewählt. Daraufhin reiste er nach Rom, um die päpstliche Bestätigung seiner Wahl zu erlangen, was am 23. Januar 1559 erfolgte. Wolfgang kehrte nach Fulda zurück, wurde am 4. Juli 1559 von Kaiser Ferdinand I. mit den Regalien als weltlicher Herrscher des Hochstifts Fulda belehnt und erhielt schließlich am 15. November 1558 in Fulda die Abtsweihe.
Als Fuldaer Fürstabt war er gleichzeitig Inhaber der drei nahegelegenen Propsteien Johannesberg, Petersberg und Frauenberg. Diese Ämterhäufung widersprach zwar der Fuldaer Stiftsverfassung, war aber aufgrund des durch die Reformation verursachten Personalmangels unvermeidlich.
Im Jahre 1561 gelang ihm der Rückgewinn des Besitzes des 1552 im Zuge der Reformation von Graf Michael III. von Wertheim († 1555) aufgehobenen Fuldaer Tochterklosters Holzkirchen bei Würzburg; das dortige Klosterleben als solches wurde allerdings noch nicht wiederbelebt. Die Propstpfründe ging an den Fuldaer Dekan Philipp Georg Schenk zu Schweinsberg, der 1567 als Nachfolger Wolfgangs zum Abt gewählt wurde.
Abt Wolfgang, von dem man sich mancherorts wirksamen Widerstand gegen das Vordringen des Protestantismus erhofft hatte, zeigte sich in dieser Sache wenig erfolgreich und wohl auch wenig engagiert, und die Reformation machte während seiner Amtszeit große Fortschritte im Fuldaer Land. Bei seiner Haltung spielten sicherlich seine Herkunft aus einer 1526 protestantisch gewordenen Familie und die Rücksichtnahme auf die Ansichten und Interessen seiner Verwandtschaft eine Rolle. So ernannte er z. B. im Jahre 1562, nachdem seine Schwester Agnes den streitbaren Protestanten Melchior Arnak von der Tann geheiratet hatte, diesen zum Amtmann des fuldischen Amts Rockenstuhl; noch im selben Jahr setzte dieser den katholischen Pfarrer von Geismar, dessen Pfarrei allerdings auch Gebiete der Herrschaft Tann umfasste, ab und eignete sich die Altarpfründe auf dem Schloss Rockenstuhl an. In Buttlar ließ der Abt die Herren von Buttlar einen protestantischen Pfarrer einsetzen, obwohl er selbst das Patronat der Pfarrkirche besaß. Der Bruder des Abts, der in hessischen Diensten stehende und protestantische Caspar (1525–1588), erwarb 1565 zwei Drittel und später auch das letzte Drittel des fuldischen Amts Herbstein im Vogelsberg und führte dort die Reformation ein.
Als Fürstabt von Fulda trug Wolfgang ex officio den Ehrentitel „Erzkanzler der Kaiserin“ und am 26. November 1562 nahm er in Frankfurt am Main an der Krönung des zwei Tage zuvor gewählten Maximilian II. zum römisch-deutschen König teil. Als der inzwischen seinem Vater Ferdinand I. als Kaiser gefolgte Maximilian 1566 von den Reichsständen eine erneute Türkensteuer zugesichert bekam, erhob der Fuldaer Abt sie im Folgejahr von den Untertanen seines Hochstifts.
Fürstabt Wolfgang Schutzbar genannt Milchling starb am 30. November 1567. Er wurde in der Stiftskirche zu Fulda bestattet. 1964, bei Umbauten im ehemaligen Dompfarrhaus im Nordflügel des alten Klosters, wurden die Reste seines Grabmals entdeckt.
In Fulda erinnert noch heute ein Gedenkstein an der Langebrücke aus dem Jahre 1562 an den Abt, der in der Zeit von 1559 bis 1562 mit Hilfe von Steinmetzen aus Kassel umfangreiche Instandsetzungsarbeiten an der Brücke vornehmen ließ.